# Southport Pleasureland
Southport Pleasureland est un parc d'attractions situé à Southport, dans le Merseyside au Royaume-Uni.

## Histoire

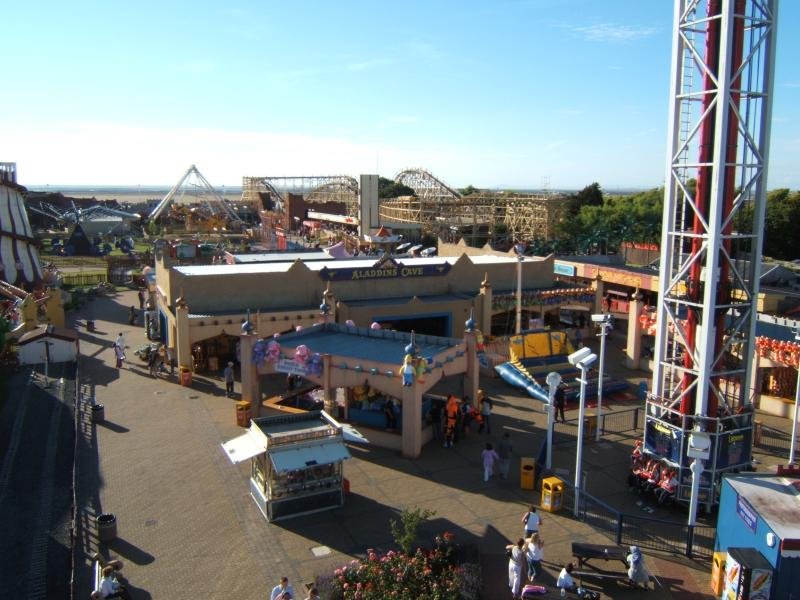
Vue globale du parc

Le premier Pleasureland a ouvert en 1913 en tant que parc d'attractions jumeau de Pleasure Beach, Blackpool. En 2005, le parc a introduit un droit d'entrée, qui s'est avéré impopulaire et a entraîné une baisse importante du nombre de visiteurs. Le 5 septembre 2006, il a fermé ses portes, faute de retour sur investissement.
Le parc comprenait plusieurs manèges historiques tels que les montagnes russes en bois Cyclone; le 14 septembre 2006, des images ont été diffusées sur Internet de personnes en train de démonter l'attraction, au grand désarroi des résidents locaux, des fans de Pleasureland et des amateurs de montagnes russes. Le 18 septembre 2006, deux manifestants sont montés au sommet du cyclone pour tenter de le sauver. La manifestation a duré trois heures, après quoi les manifestants sont descendus interpelés par la police pour la distraction qu'ils occasionnaient auprès des automobilistes de passage. Une pétition coordonnée par un groupe de passionnés de montagnes russes fut mise en place pour essayer de sauver l'attraction, mais cet effort a également échoué. Le cyclone a été démoli le 20 novembre 2006.
On ne sait pas grand-chose sur le sort de nombreux manèges classiques à Pleasureland, bien que certains aient été achetés et stockés pour un projet  de Dreamland Margate.
Le 31 mai 2007, il a été annoncé que Dreamstorm International allait investir 100 millions de livres sterling sur le site de Pleasureland. Pleasureland a été rouvert au public le 21 juillet 2007 et a été renommé New Pleasureland. Le site a rouvert avec une nouvelle direction. Après une saison estivale réussie, le parc est resté ouvert (uniquement le week-end) jusqu'en novembre 2007, date à laquelle certains anciens bâtiments ont été démolis ou rénovés. Les montagnes russes Pinfari Zyklon Loop ont été construites là où Traumatiser  se tenait et a été ouvert au début de la saison 2008, nommé Storm. Traumatizer a été déplacé à Pleasure Beach, Blackpool et ouvert sous le nom d'Infusion en 2007.
En 2014, le parc subit un nouveau changement de nom, avec un nouveau site web, un nouveau logo, un nouveau nom et un nouveau slogan. Le parc a également introduit un nouveau système de jetons électroniques pour ses manèges, connu sous le nom de «Fun Card». Les clients sont tenus d'acheter des jetons dans les kiosques et reçoivent une carte avec une lanière à porter. La carte peut être glissée à n'importe quel attraction de parc, éliminant ainsi le besoin de jetons en papier. Les jetons individuels coûtent 1 £ et tous les manèges ont une valeur de 1 à 4 jetons chacun. 

## Le parc d'attractions

### Montagnes russes

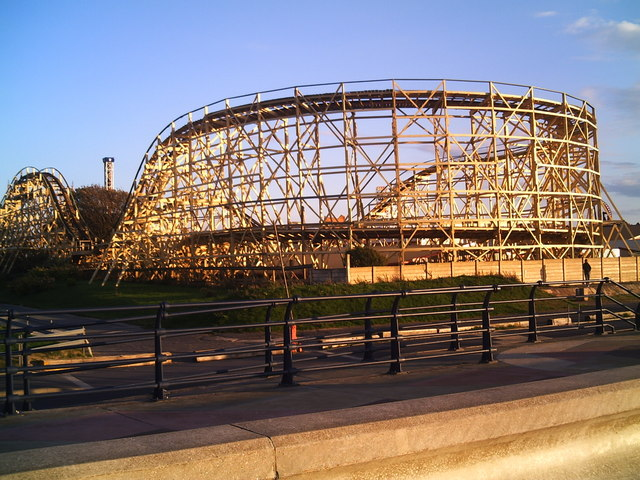
Cyclone
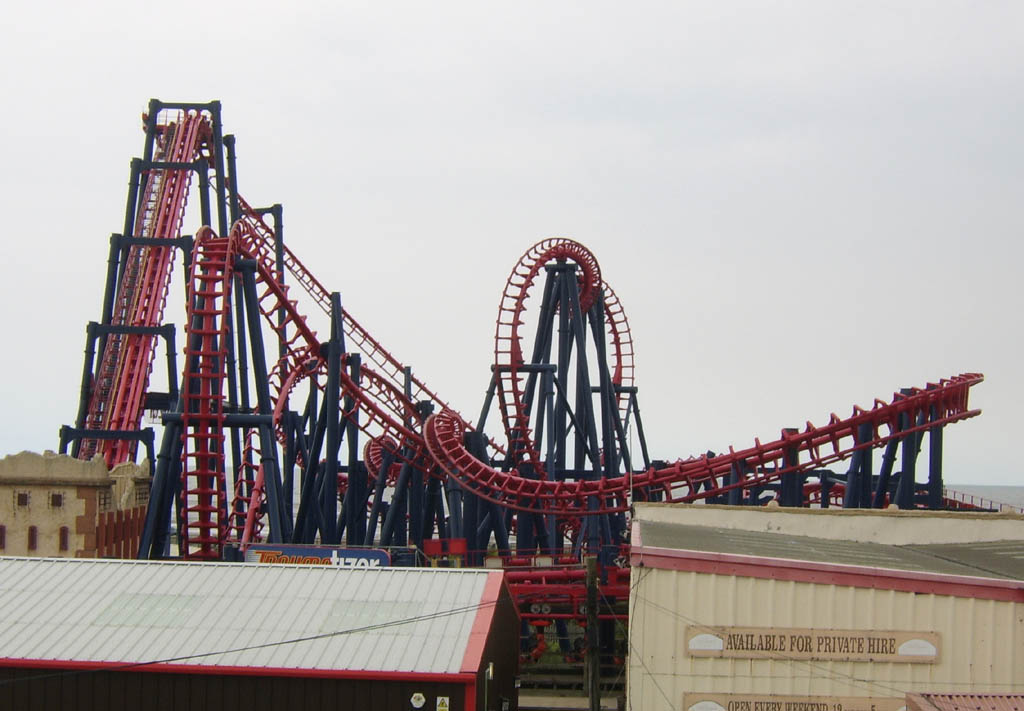
Traumatizer

Liste des Montagnes russes.
| Nom                      | Type                       | Constructeur          | Année d'ouverture | Anciens noms                                                  |
| ------------------------ | -------------------------- | --------------------- | ----------------- | ------------------------------------------------------------- |
| Circus Clown             | Montagnes russes junior    | Pinfari               | 2009              |                                                               |
| Grand Canyon             | Montagnes russes E-Powered | CAM Baby Kart         | 2013              |                                                               |
| Pleasureland Caterpillar | Montagnes russes junior    | DAL Amusement Company | 2016              | Caterpillar de 2016 à 2018 puis Apple Coaster de 2019 à 2021. |
| Rocket                   | Montagnes russes en métal  | Pinfari               | 2021              |                                                               |

### Autres attractions
- Balloons : Samba Balloons
- Canoes : Balade en canoës pour enfants
- Convoy : Circuit de voitures
- Dock Funhouse : Palais du rire
- Dodgems : Autos tamponneuses de Reverchon (2008)
- Dumbo's : Manège d'avions de Bojux (2017)
- Frisbee : Boomerang (2017)
- Frogs : Jump & Smile de Safeco (2018)
- Fun House : Palais du rire (2019)
- Ghost Train : Train fantôme de W.G.H. Transportation Engineering (2013)
- Log Flume : Bûches de Reverchon (2012)
- Matterhorn : Music Express de Reverchon (2016)
- Remix : Extreme de Tivoli Manufacturing (2013)
- Snake Slide : Helter Skelter de Zapfun
- Submarine : Crazy Bus
- Thingymajig : Carrousel
- Toy Set : Carrousel
- Trampolines : Zone de trampolines
- Twister : Breakdance
- Waltzers : manège Waltzer de H.P. Jackson (2011)
- Yabadabadoo : Circuit de voitures pour enfants

### Anciennes attractions

#### Montagnes russes
| Nom                  | Type                          | Constructeur         | Année d'ouverture | Année de fermeture  | Autres informations |
| -------------------- | ----------------------------- | -------------------- | ----------------- | ------------------- | --- |
| Big Apple            | Montagnes russes junior       | Pinfari              | 1982              | 2006 le 5 septembre | |
| Circus Clown         | Montagnes russes junior       | Pinfari              | 1984 ou avant     | 1984 ou après       | Présent de manière sûre dans le parc en 1984. |
| Crash Test           | Montagnes russes tournoyantes | Cedeal Rides         | 2019              | 2019                | |
| Crazy Mouse          | Montagnes russes tournoyantes | Reverchon Industries | 2009              | 2015                | |
| Cyclone              | Montagnes russes en bois      | Charles Paige        | 1937 le 26 mars   | 2006 le 5 septembre | Le Cyclone a été démoli en novembre 2006. Ouvert de 1937 à 1941 puis fermé de 1941 à 1943 et ouvert de 1944 à 2006. |
| Figure Eight         | Montagnes russes en bois      | ?                    | 1908              | 1936                | Le Figure Eight a été relocalisé quand le parc a déménagé près de la plage en 1924. Le Cyclone a opéré à son emplacement. |
| Go-Gator             | Montagnes russes en métal     | Wisdom Rides         | 2008              | 2009                | |
| Happy Caterpiller    | Montagnes russes junior       | Pinfari              | 2007              | 2018                | |
| Indy's Lost World    | Montagnes russes en intérieur | Supercar             | 2008              | 2010                | Remplacé en 2011 par un train fantôme. |
| Junior Cyclone       | Montagnes russes en métal     | Supercar             | 1970s             | 1970s               | Junior Cyclone était situé à l'opposé du Cyclone. |
| King Solomon's Mines | Montagnes russes en bois      | ?                    | 2000              | 2006 le 5 septembre | A fonctionné de 1960 à 1999 à Frontierland Family Theme Park. |
| Looping Star         | Montagnes russes assises      | Anton Schwarzkopf    | 1985              | 1987                | Looping Star a fonctionné dans les parcs : Freizeitpark Kirchhorst de 1979 à 1984, New Pleasureland Southport de 1985 à 1987, OK Corral de 1988 à 1991, Parque de Atracciones de Madrid de 1992 à 1998, Plutón Park de 2000 à 2001 et Luneur de 2002 à 2007. |
| Mad Mouse            | Montagnes russes tournoyantes | Fabbri Group         | 2008              | 2009                | |
| Mad Mouse            | Montagnes russes en bois      | ?                    | 1983              | 1984                | |
| Mountain Caterpillar | Montagnes russes en bois      | ?                    | 1925              | 1946                | Mountain Caterpillar provenait du parc Sutton Great Park. Attraction ouverte de 1925 à 1941, SBNO de 1941 à 1941/1943 et démontée de 1941/1943 à 1946. |
| Roller Coaster       | Montagnes russes en métal     | Pinfari              | 2015              | 2022                | Speed Loop de 2015 à 2016 puis Looping de 2017 à 2018. |
| Scenic Railway       | Montagnes russes en bois      | ?                    | 1922              | 1946                | Scenic Railway a fonctionné de 1922 à 1941 et a été SBNO de 1941 à 1946. Attraction relocalisée à Sutton Great Park comme Scenic Railway, puis a Battersea Fun Fair comme Big Dipper.                                                                        |
| Storm                | Montagnes russes en métal     | Pinfari              | 2008              | 2009                | Cette attraction possède une inversion, elle provenait de Dreamland comme Looping Star (de 1999 à 2001) puis de Camelot Theme Park comme Gauntlet (de 2001 à 2006).                                                                                          |
| Switchback Railway   | Montagnes russes en bois      | ?                    | 1895              | ?                   | Switchback Railway a fermé au début des années 1900. |
| Traumatizer          | Montagnes russes inversées    | Vekoma               | 1999              | 2006 le 5 septembre | Traumatizer a été relocalisé à Pleasure Beach, Blackpool sous le nom d'Infusion. |
| WildCat              | Montagnes russes en métal     | Pinfari              | 1978              | 2006 le 5 septembre | Rénové en 1999. Attraction de retour en 2010. |
| WildCat              | Montagnes russes en métal     | Pinfari              | 2010              | 2017                | Quitte le parc 7 ans après y être revenu. |

- Cyclone
- Traumatizer

#### Autres
| Nom         | Type       | Constructeur | Année d'ouverture | Année de fermeture |
| ----------- | ---------- | ------------ | ----------------- | ------------------ |
| River Caves | River Cave | Helters Ltd  | 1908              | 2004               |

## Identité visuelle

Ancien logo.
Logo actuel.